# Nathusijev netopir
Nathusijev netopir (znanstveno ime Pipistrellus nathusii) je srednje velika vrsta netopirjev, ki je razširjena po Evraziji. Ime je dobil po nemškem znanstveniku Hermannu Engelhardu von Nathusiusu (1809–1879).

## Opis
Odrasel nathusijev netopir meri v dolžino med 46 in 55 mm, ima razpon prhuti med 22 in 25 cm, tehta pa med 6 in 15 grami. Kožuh je na hrbtu rdečkasto rjav, konice dlak so lahko svetlejše. Po trebuhu je svetlo rjave barve. Obraz, uhlji, prhuti in rep so temno sive.
Ta vrsta netopirjev je razširjena od Urala in Kavkaza na vzhodu pa vse do zahodnih meja Francije. Značilno za to vrsto je, da se populacija s severa in vzhoda pred zimo preseli na jugozahod Evrope. Običajno se zadržuje v parkih in redkih gozdovih, običajno v bližini vode.
Običajno se združuje v manjše kolonije, ki se čez dan zadržujejo v votlih drevesih in redkeje v opuščenih stavbah. Parijo se med julijem in septembrom. Samice se spomladi, tik pred skotitvijo dveh mladičev, združijo v kolonije.

## Prehranjevanje
Nathusijev netopir se na lov poda že v zgodnjem mraku. Lovi v ravnem letu na višinah med 3 in 15 metri. Pri lovu se zanaša na eholokacijo s frekvencami med 36 in 62 kHz z največjo energijo pri 41 kHz. Impulz povprečno traja 6,9 ms.